# エリック・フレミング (俳優)
エリック・フレミング（Erik Fleming、1925年7月4日 - 1966年9月28日）は、アメリカ合衆国の俳優。

## ギル・フェイバー
エリック・フレミングの代表作はテレビ西部劇の「ローハイド」である。彼の俳優としてのキャリアは1950年代前半にテレビ映画の単発での出演が多く、映画はB級映画の「宇宙征服」などに準主役として出演しているが、彼をスターにしたのは1959年1月からアメリカCBSテレビで放映されたテレビシリーズの「ローハイド」で主演を演じて、日本でもこの番組で一気に俳優として知られた存在になった。
ローハイドでは1966年までの全8シーズン217話のうち、7シーズン203話まで3000頭の牛を運ぶ長旅の隊長ギル・フェイバーを演じている。当時は助演格でレギュラー出演して相棒の補佐役ロディを演じていたのがクリント・イーストウッドで、ローハイド撮影時はエリック・フレミングの方が格が上であった。隊長であるので他のメンバーは日本語版では「フェイバーさん」と尊敬を込めて呼び、それがそのまま彼のイメージとなった。そしてドラマの中ではイーストウッドに助言したり諭したりする人生の先輩としての役割を果たしていた。
また毎回ラストで3000頭の牛を出発させる合図となる掛け声「さあー行くぞ。出発(しゅぱーつ)」は日本語版での小林修の渋い声がぴったりするほどで、その後のフランキー・レーンのローハイドの唄とともに長く記憶されている。
ローハイドを降板後には「ボナンザ」(カートライト兄弟)にゲスト出演したが、1966年9月にペルーでの映画ロケの途中で不幸にも事故死した。その直後に日本の新聞記事に載った記事の見出しは「フェイバーさん死す」であった。

### ローハイドのテレビ放送
1959年11月からNETテレビ(現在のテレビ朝日)の土曜日夜10時から放送を開始し、単発番組や劇場中継・スポーツ中継を除いて毎週1時間の外国ドラマ番組はこのローハイドが日本では初めてであった。その後月曜日そして木曜日に移って1965年10月まで同局で放送された。エリック・フレミングが最後の第8シーズンを降板したので、最後のシーズンは相棒であったクリント・イーストウッドが隊長格になったが、このシーズン限りで製作を中止している。そして日本ではこの最後のシーズンの作品は放送されていない。
イーストウッドはローハイドの撮影が途中で中止された後に、イタリアに行き「荒野の用心棒」に出演して一気に大スターの道を歩んで行った。

## 出演

### 映画
- 宇宙征服 Conquest of space (1955年)
- 惑星Ｘ悲劇の壊滅 Queen of outer space(1958年)
- マーメイド作戦 The Glass Bottom Boat (1966年)

### テレビ
- ローハイド(1959～1966年)　203エピソード出演
- ボナンザ　(1966年)  2エピソード出演